# フィルハーモニア・フンガリカ
フィルハーモニア・フンガリカ（英語: Philharmonia Hungarica）は、ドイツ・ノルトライン＝ヴェストファーレン州マール（Marl）にかつて存在したオーケストラである。

## 沿革
1956年に当時のハンガリー人民共和国で起きたいわゆる「ハンガリー動乱」により多数のハンガリー人音楽家がドイツに亡命したが、そのハンガリー人音楽家を結集してウィーンで1957年に設立された。後にマールへ本拠地を移した。初代音楽監督はアンタル・ドラティで、デッカ・レーベルで意欲的にレコーディングに取り組み、世界初のハイドン交響曲全集やコダーイ管弦楽曲全集などが高く評価された。
西ドイツ政府は反ソプロパガンダの一環として財政支援を行っていたが、冷戦終結後は政治的意義が薄れたため2001年に支援を打ち切った。聴衆数も減っていたこととあいまって、2001年4月22日のデュッセルドルフでのコンサートを最後に解散した。
ハンガリー系以外の音楽家にも門戸が開かれ、日本人の団員として、フルートの酒井秀明、オーボエの青山聖樹（現・NHK交響楽団）、コンサートマスターの上野眞樹らが在籍していたこともある。